# Neuhofen an der Ybbs
Neuhofen an der Ybbs osztrák mezőváros Alsó-Ausztria Amstetteni járásában. 2023 januárjában 3065 lakosa volt. 

## Elhelyezkedése

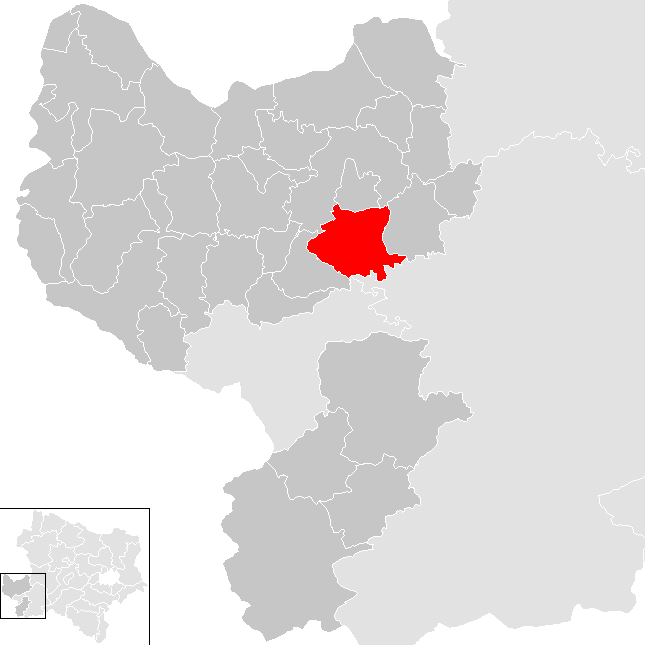
Neuhofen an der Ybbs az Amstetteni járásban

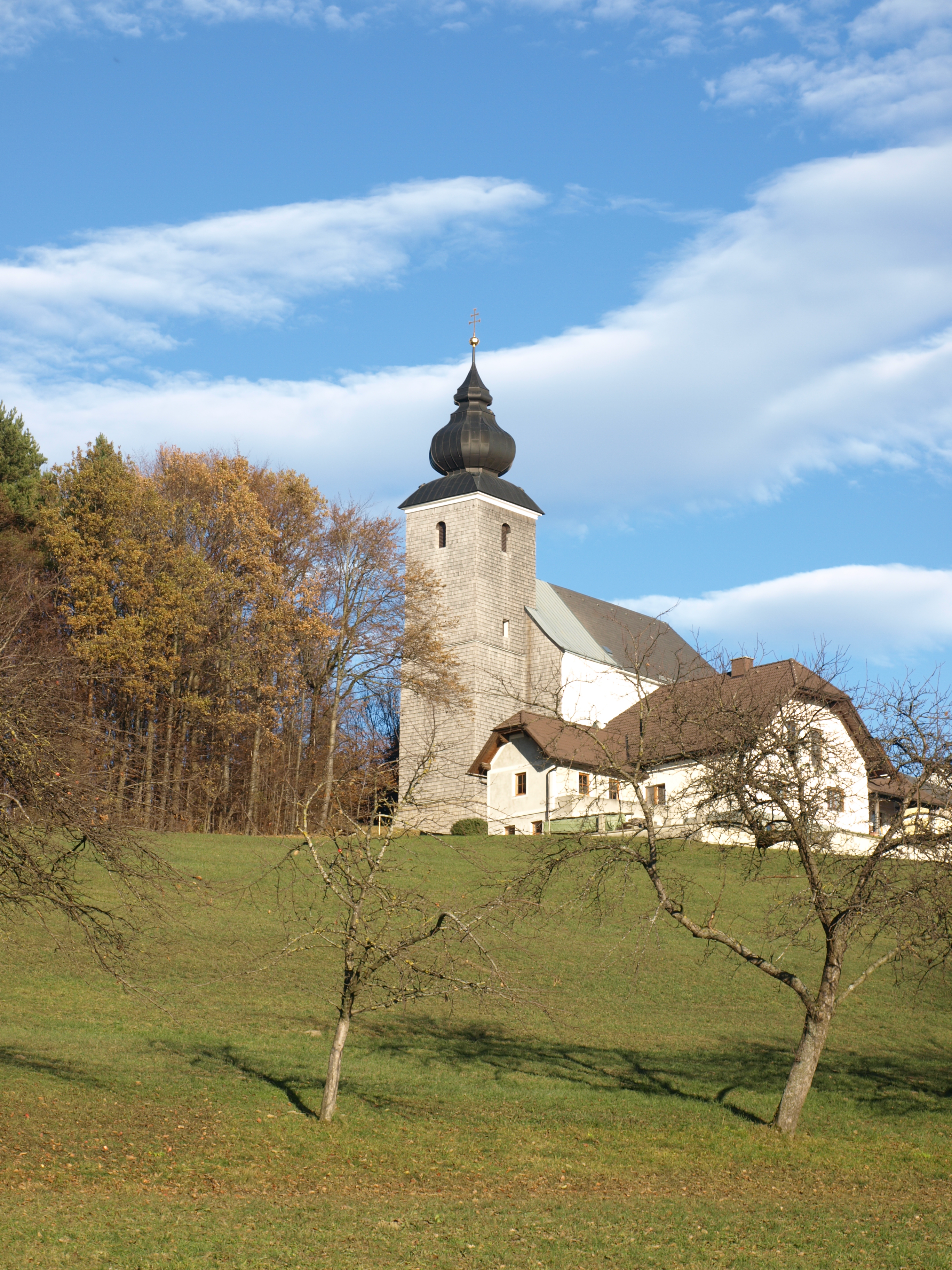
A Szt. Vitus-templom

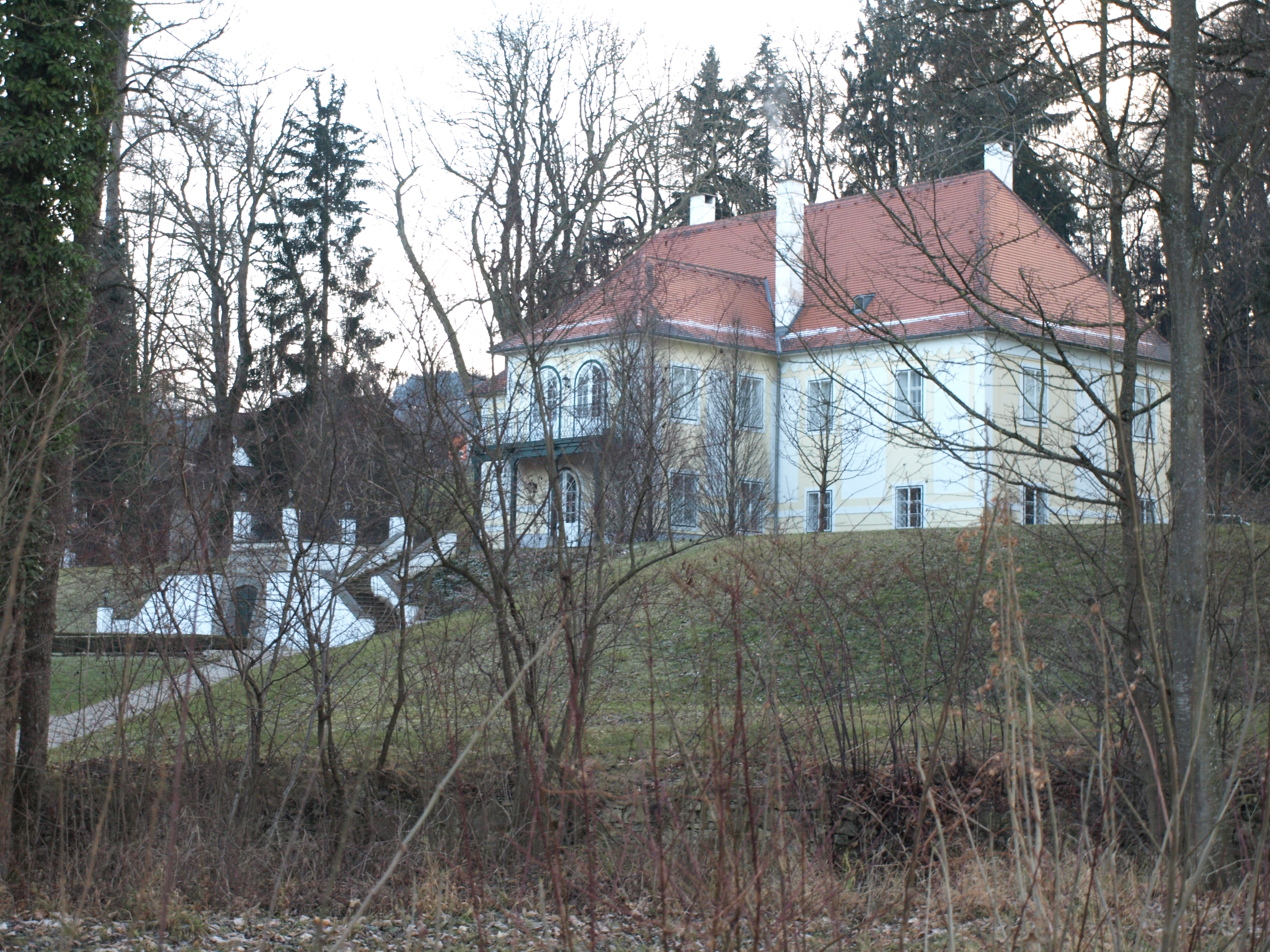
A Gut Haagberg

Neuhofen an der Ybbs a tartomány Mostviertel régiójában fekszik az Elzbach folyó mentén. Területének 19,4%-a erdő, 72,9% áll mezőgazdasági művelés alatt. Az önkormányzat 7 települést egyesít: Amesleiten (411 lakos 2023-ban), Kornberg (300), Neuhofen an der Ybbs (1183), Perbersdorf (418), Scherbling (251), Schindau (346) és Toberstetten (156).
A környező önkormányzatok: északra Winklarn, keletre Euratsfeld, délkeletre Randegg, délnyugatra Waidhofen an der Ybbs, nyugatra Allhartsberg, északnyugatra (és északkeletre) Amstetten.

## Története
Neuhofen és környéke arról híres hogy itt található "Ausztria bölcsője": III. Ottó császár 996-os ide vonatkozó birtokadománylevelében említik először az Österreich (Ostarrîchi) nevet. A kedvezményezett passaui püspök intenzív betelepítésekbe kezdett. A település papját 1283-ban, egyházközségét 1310-ben említik először; utóbbi ekkor még jóval nagyobb volt, hozzá tartozott Euratsfeld, St. Leonhard am Wald és Ulmerfeld, valamint a toberstetteni Szt. Egyed-templom, amely számos zarándokot vonzott. Neuhofen a 12. században már mezővárosi jogokkal rendelkezett, amelyet 1537-ben megerősítettek. Bécs 1683-as ostromakor a törökök kifosztották, 15 lakosát megölték, sokakat elhurcoltak rabszolgának. A mezőváros 1803-ig a freisingi püspökség birtoka volt (a freisingi "szerecsenfej" ma is megtalálható az önkormányzat címerében), a hatósági, igazságszolgáltatási jogkört az ulmerfeldi birtokközpontból gyakorolták. 1996-ban az ezeréves évforduló emlékére felépült az Ostarrichi Kulturhof, ahol a nevezetes oklevél eredeti példánya megtekinthető. 

## Lakosság
A Neuhofen an der Ybbs-i önkormányzat területén 2023 januárjában 3065 fő élt. A lakosságszám 1939 óta gyarapodó tendenciát mutat. 2020-ban az ittlakók 96,8%-a volt osztrák állampolgár; a külföldiek közül 1,3% a régi (2004 előtti), 1,4% az új EU-tagállamokból érkezett. 0,1% az egykori Jugoszlávia (Szlovénia és Horvátország nélkül) vagy Törökország, 0,4% pedig egyéb ország polgára volt. 2001-ben a lakosok 97%-a római katolikusnak, 0,6% evangélikusnak, 0,6% mohamedánnak, 1,1% pedig felekezeten kívülinek vallotta magát. Ugyanekkor 3 magyar élt a mezővárosban; a legnagyobb nemzetiségi csoportokat a németeken kívül (98,9) a bosnyákok és a 4-4 fővel.
A népesség változása:

| 2016 | 2 920 |
| 2018 | 2 930 |

## Látnivalók
- a Mária mennybevétele-plébániatemplom
- a toberstetteni Szt. Vitus-templom
- a pfosendorfi kápolna
- a Gut Haagberg kastély
- a Pfaffenlehner-vízimalom

## Fordítás
- Ez a szócikk részben vagy egészben  a   Neuhofen an der Ybbs című német Wikipédia-szócikk ezen változatának fordításán alapul.  Az eredeti cikk szerkesztőit annak laptörténete sorolja fel. Ez a jelzés csupán a megfogalmazás eredetét és a szerzői jogokat jelzi, nem szolgál a cikkben szereplő információk forrásmegjelöléseként.